# Allan Møller
Allan Møller (* 12. Juli 1957) ist ein ehemaliger dänischer Radrennfahrer und nationaler Meister im Radsport.

## Sportliche Laufbahn
Von 1980 bis 1984 wurde er in jedem Jahr nationaler Meister im Querfeldeinrennen (heutige Bezeichnung Cyclocross). Dreimal wurde er Vize-Meister in Dänemark. 1977 fuhr er seine erste UCI-Weltmeisterschaft, insgesamt war er bei den Weltmeisterschaften bis 1989 zehnmal am Start. Seine beste Platzierung hatte er 1988 beim Sieg von Karel Camrda, als er den 20. Rang belegte. 1979 startete er in der Internationalen Friedensfahrt. Er belegte den 55. Platz in der Gesamtwertung.